# 利本施泰因
利本施泰因（德語：Liebenstein，發音：[ˈliːbn̩ʃtaɪn]）是德国图林根州伊尔姆县曾经的一个市镇，面积12.23平方千米，2017年12月31日人口为371人。2019年1月1日，利本施泰因与另外5个市镇合并为新市镇格拉塔尔。